# トズール
トズール(Tozeur)は、チュニジア南部の都市。人口32400人（2004年）。トズール県の県都である。

## 概要
サハラ砂漠の北の端に位置するオアシス都市で、古くからサハラ交易の要所として栄えた。現在もチュニジアのサハラ地域の一中心である。
1913年にチュニジア鉄道がここまで開通し、首都チュニスやスファックスなど北部沿岸や大都市と結ばれている。チュニジア最大の塩湖であるジェリド湖の北岸に位置し、その南にはサハラ砂漠が広がっている。
トズールには空港があり、サハラ観光ツアーやジェリド湖の観光の出発点となっている。それらを求めて、さらにはトズール自体の古い街並みや市場を目的に、ヨーロッパ諸国からの観光客が多く訪れる観光地となっている。

## 出身人物
ムバルカ・ベン・タレブ - 歌手